# Prêmio eSports Brasil 2021
A cerimônia de premiação do Prêmio eSports Brasil 2021 aconteceu nesta quinta-feira (16). A quinta edição da premiação foi apresentada por Bárbara Coelho e Nyvi Estephan, que entregaram os troféus de 21 das 22 categorias. Apenas a categoria "Craque da Galera" teve apresentadores diferentes - o palco foi tomado por gORDOx e CamilotaXP.
Os destaques da noite foram as premiações de Melhor Streamer e Personalidade do Ano, que foram conquistadas por Gaules e Casimiro. O Rainbow Six: Siege foi eleito jogo do ano e Psycho, além de melhor jogador, foi o Atleta do Ano, enquanto Daiki, atleta de VALORANT da Gamelanders Purple, levou as duas categorias femininas que estrearam nessa edição.

## Categorias
Títulos em negrito e listados em primeiro venceram nas respectivas categorias:

### Categorias Técnicas
| Melhor atleta de League of Legends                                                                                            | Personalidade do ano |
| --- | --- |
| - Gabriel "Aegis" Saes - Leonardo "Robo" Souza - Alexandre "TitaN" Lima                                                       | - "Casimiro" Miguel - Victor "Coringa" Augusto - Alexandre "Gaules" Borba                                                    |
| Melhor atleta de Dota 2 | Melhor atleta de Overwatch                                                                                                   |
| - Rodrigo "Lelis" Santos - Leonardo "RdO" Gusmão - Adriano "4dr" Machado                                                      | - Mateus "neil" Kröber - Leonardo "Shinigami" Moreira - Guilherme "TheSeriusGui" Souza                                       |
| Melhor atleta de Raibow Six Siege                                                                                             | Melhor atleta card game |
| - Gustavo "Psycho" Rigal - Luccas "Paluh" Molina - Karl "Alem4o" Zarth                                                        | - Paulo "PVDDR" da Rosa - Davi "Fled" Garcia - Nayara "NaySyl" Silvestre                                                     |
| Melhor atleta de outras modalidades                                                                                           | Melhor atleta de futebol virtual                                                                                             |
| - SillyFangirl - osu! - Caio "CAiOTG1" Testi – Rocket League - Igor Fraga – Gran Turismo                                      | - Paulo "PHzin" Chaves - Paulo Neto - Pedro "Resende" Soares                                                                 |
| Melhor atleta de CS:GO | Atleta revelação |
| - Kaike "KSCERATO" Cerato - Yuri "yuurih" Boian - Gabriel "FalleN" Toledo                                                     | - Gabriel "Syaz" Vasconcelos - Free Fire - Jean "Jean Mago" Dias - League of Legends - Diogo "Fntzy" Lima - Raibow Six Siege |
| Melhor atleta de Fighting Games                                                                                               | Melhor atleta de mobile games                                                                                                |
| - Wellington "Konqueror249" de Castro - Paulo "HorusPaulin" - Jessé "Trema" Willian                                           | - Lucas "Carrilho" Carrilho - PUBG Mobile - Carlos "CarliTo" Sagrette - Wild Rift - Lucas "LucasXGamer" Rocha - Clash Royale |
| Melhor atleta de Free Fire | Melhor atleta de Battle Royale                                                                                               |
| - Mateus "Mts007" Silva - Yago "Yago.exe" Vinicius - Gabriel "Syaz" Vasconcelos                                               | - Nino "ninexT" Pavolini - Call of Duty: Warzone - Igor "Seeyun" Oliveira - Fortnite - Pedro "sparkingg" Ribeiro - PUBG      |
| Melhor atleta de Valorant | Atleta revelação feminina |
| - Gustavo "Sacy" Rossi - Olavo "heat" Marcelo - Leonardo "mwzera" Serrati                                                     | - Natália "daiki" Vilela - Valorant - Isabeli "isaa" Esser - Valorant - Elizabeth "Liz" Sousa - League of Legends            |
| Melhor Caster | Melhor atleta feminina |
| - Tácio "Schaeppi" - Bernardo "BiDa" Moura - Babi Michelatto                                                                  | - Natália "daiki" Vilela - Valorant - Isabeli "isaa" Esser - Valorant - Bruna "bizinha" Marvila - CS:GO                      |
| Melhor Streamer | Melhor Organização |
| - Alexandre "Gaules" Borba - Lucio "Cerol" dos Santos - Gustavo "Baiano" Gomes - "Casimiro" Miguel - Victor "Coringa" Augusto | - FURIA - Fluxo - LOUD - Red Canids - paiN Gaming                                                                            |
| Melhor Jogo | |
| - Raibow Six Siege - Counter-Strike: Global Offensive (CS:GO) - Free Fire (FF) - League of Legends (LoL) - Valorant           | |

### Categorias Populares
| Craque da Galera |
| --- |
| - Bruno "Nobru" Goes - Gabriel "FalleN" Toledo - Leonardo "Robo" Souza - Gabriel "Syaz" Vasconcelos - William "Will" Moura |